# کومرا ریور
کومرا ریور (به انگلیسی: Coomera River) رودخانه‌ای است که در استرالیا جریان دارد.